# Język kumbewaha
Język kumbewaha (a. kumberaha, umbewaha) – język austronezyjski używany w prowincji Celebes Południowo-Wschodni w Indonezji. Według danych szacunkowych z 2004 roku posługuje się nim 3400 osób.
Jego użytkownicy zamieszkują południowo-wschodni fragment wyspy Buton. Z danych zebranych w 2015 r. wynika, że jest używany w trzech wsiach, które nie tworzą zwartego geograficznie obszaru: Kumbewaha (kecamatan Siotapina), Wolowa Baru (kecamatan Wolowa), Kabawakole (kecamatan Pasarwajo).
Cały region (kecamatan Siotapina) jest silnie zróżnicowany etnicznie i w większości zasiedlony przez migrantów (Cia-Cia, Tukang Besi, Wolio, Pancana i Badżawowie). W mieszanym środowisku wsi Kabawakole kumbewaha jest używany przez ludność, która miała przybyć z opuszczonej wsi Wakole (dziś Matawia); w tej miejscowości doszło do zaniku przekazu międzypokoleniowego. W 2015 r. odnotowano, że we wsi Kumbewaha rodzimy język pozostaje w intensywnym użyciu, nie tylko w kontaktach domowych, ale także w sferze publicznej (podczas uroczystości tradycyjnych, w ogłoszeniach itp.); w dodatku jego znajomość jest powszechna wśród różnych grup wiekowych.
Wykazuje słabo przebadane zróżnicowanie wewnętrzne; istnieją różnice dialektalne pomiędzy wsiami. Poza odmianą wsi Kumbewaha wyróżniono odrębny dialekt wolowa (w skład którego może wchodzić dialekt wakole). Według szacunków społeczność Wolowa w Wolowa Baru liczy ok. 700 osób, a społeczność Wakole w Kabawakole – ok. 900 osób. Na poziomie lokalnym nazwa „kumbewaha” odnosi się do jednej z trzech grup posługujących się postulowanym językiem kumbewaha.
Jest zdecydowanie odmienny od języka cia-cia. We wszystkich trzech miejscowościach znalazł się pod wpływem zarówno cia-cia, jak i języka indonezyjskiego (odnotowano wręcz częściowy zanik rodzimej leksyki).
Wczesne dane leksykalne dot. języka kumbewaha zebrał M. Donohue w latach 90. XX w.; na podstawie pracy historyczno-porównawczej tego autora (oficjalnie opublikowanej w 2004 r.) uznano odrębność tego języka.